# Rippon Glacier
Rippon Glacier är en glaciär i Antarktis. Den ligger i Östantarktis. Australien gör anspråk på området. Rippon Glacier ligger 14 meter över havet.
Terrängen runt Rippon Glacier är platt åt sydväst, men åt nordost är den kuperad. Rippon Glacier ligger nere i en dal. Trakten är obefolkad. Det finns inga samhällen i närheten.